# Saprinus viridipennis
Saprinus viridipennis är en skalbaggsart som beskrevs av Lewis 1901. Saprinus viridipennis ingår i släktet Saprinus och familjen stumpbaggar. Inga underarter finns listade i Catalogue of Life.